# Triangle Razorbacks 2024
Questa voce raccoglie le informazioni riguardanti i Triangle Razorbacks nelle competizioni ufficiali della stagione 2024.

## Seconda squadra

### Danmarksserien 2024

#### Stagione regolare
| Vejle 21 aprile 2024, ore 14:00 2ª giornata | Triangle Razorbacks II /Horsens Stallions | 12 – 24 referto | Randers Rednex/ Midwest Musketeers | Kirkebakkehallen |

| Vejle 28 aprile 2024, ore 14:00 3ª giornata | Triangle Razorbacks II /Horsens Stallions | 20 – 6 referto | Sønderborg Steelers | Kirkebakkehallen |

| Vejle 18 maggio 2024, ore 14:00 4ª giornata | Triangle Razorbacks II /Horsens Stallions | 6 – 54 referto | Næstved Vikings/ Avedøre Monarchs | Kirkebakkehallen |

| Sønderborg 8 giugno 2024, ore 14:00 7ª giornata | Sønderborg Steelers | 0 – 52 referto | Triangle Razorbacks II/ Horsens Stallions | Sønderparken |

| Vejle 11 agosto 2024, ore 14:00 9ª giornata | Triangle Razorbacks II /Horsens Stallions | 0 – 35 referto | Esbjerg Hurricanes | Vejle Atletikstadion |

| Næstved 24 agosto 2024, ore 14:00 11ª giornata | Næstved Vikings / Avedøre Monarchs | 52 – 6 referto | Triangle Razorbacks II/ Horsens Stallions | SJSI Vikings |

| Randers 1º settembre 2024, ore 14:00 12ª giornata | Randers Rednex /Midwest Musketeers | 30 – 42 referto | Triangle Razorbacks II/ Horsens Stallions | Thunder Field |

| Esbjerg 7 settembre 2024, ore 14:00 13ª giornata | Esbjerg Hurricanes | 52 – 0 referto | Triangle Razorbacks II/ Horsens Stallions | Skibhøj Idrætsanlæg |

#### Playoff
| Esbjerg 14 settembre 2024, ore 14:00 Semifinale | Esbjerg Hurricanes | - – - () referto | Triangle Razorbacks II/ Horsens Stallions | Skibhøj Idrætsanlæg |

### Statistiche di squadra
| Competizione      | %Vittorie | In casa | In casa | In casa | In casa | In casa | In casa | In trasferta | In trasferta | In trasferta | In trasferta | In trasferta | In trasferta | Totale | Totale | Totale | Totale | Totale | Totale |
| Competizione      | %Vittorie | G       | V       | N       | P       | Pf      | Ps      | G            | V            | N            | P            | Pf           | Ps           | G      | V      | N      | P      | Pf     | Ps     |
| ----------------- | --------- | ------- | ------- | ------- | ------- | ------- | ------- | ------------ | ------------ | ------------ | ------------ | ------------ | ------------ | ------ | ------ | ------ | ------ | ------ | ------ |
| Stagione regolare | .375      | 4       | 1       | 0       | 3       | 38      | 119     | 4            | 2            | 0            | 2            | 100          | 134          | 8      | 3      | 0      | 5      | 138    | 253    |
| Playoff           | .000      | 0       | 0       | 0       | 0       | 0       | 0       | 1            | 0            | 0            | 1            | 0            | 0            | 1      | 0      | 0      | 1      | 0      | 0      |
| Totale            | .333      | 4       | 1       | 0       | 3       | 38      | 119     | 5            | 2            | 0            | 3            | 100          | 134          | 9      | 3      | 0      | 4      | 138    | 253    |